# Испаноговорещи страни
Чрез израза испаноговорещи страни се определят страните, в които испанският език е национален. Тези страни в миналото са били испански колонии или протекторати, а по-късно са получили независимост, запазвайки обаче испанския език.
Испаноговорещи страни са: Аржентина, Боливия, Венецуела, Гватемала, Доминиканска република, Еквадор, Екваториална Гвинея, Ел Салвадор, Испания, Колумбия, Куба, Коста Рика, Мексико, Никарагуа, Ню Мексико (САЩ), Панама, Парагвай, Перу, Пуерто Рико, Уругвай, Хондурас и Чили.